# امینوو (شهرستان کاراایدلسکی، باشقیرستان)
امینوو (انگلیسی: Aminevo, Karaidelsky District, Republic of Bashkortostan) یک شهرک در شهرستان کاراایدلسکی استان باشقیرستان کشور روسیه است.